# Palamagamba Kabudi

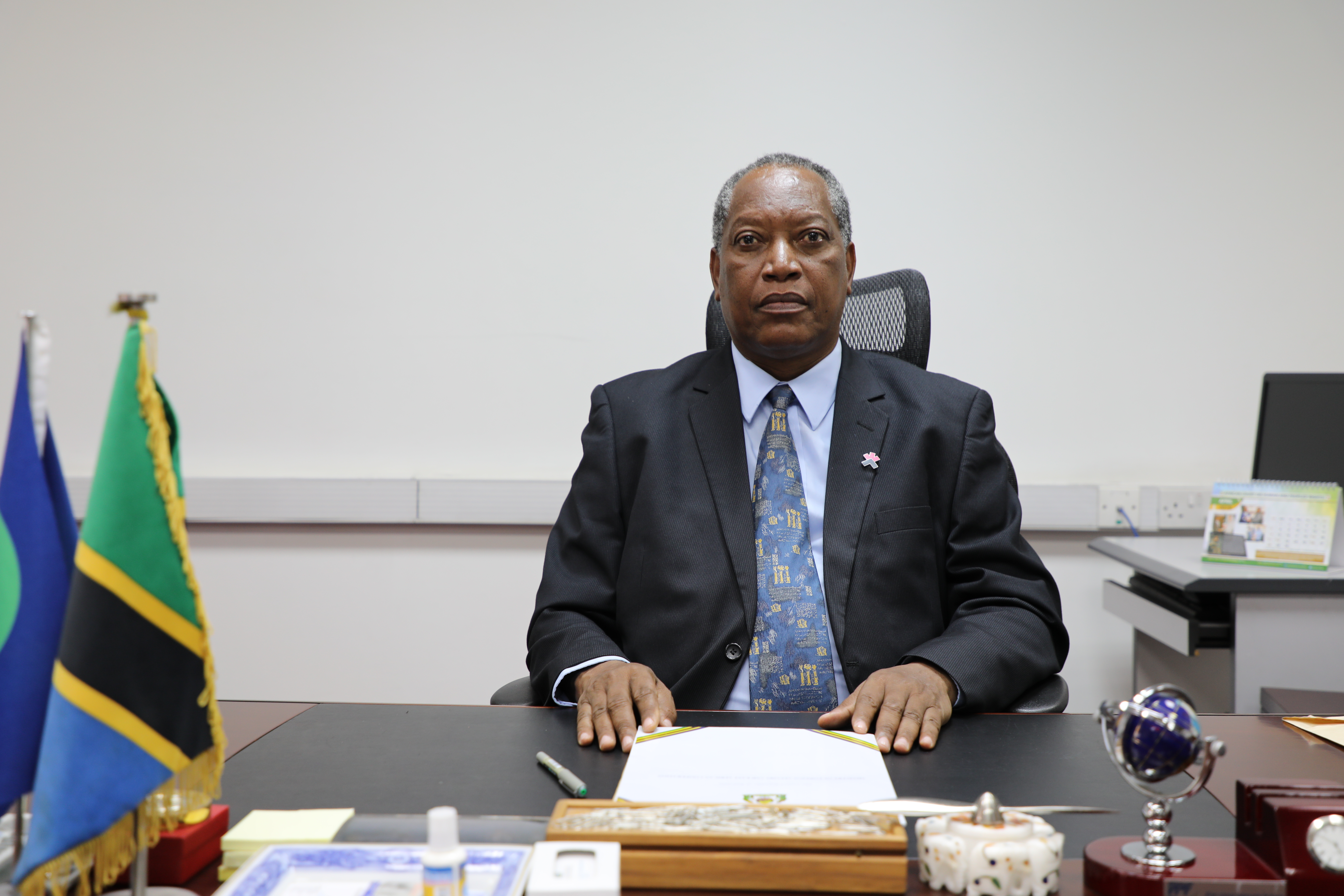
Palamagamba Kabudi (2016)

Palamagamba John Aidan Mwaluko Kabudi (* 24. Februar 1956 in Singida in der Region Singida, Tansania) ist Jurist und Politiker. 

## Leben
Palamagamba Kabudi ist Mitglied der Partei Chama Cha Mapinduzi (CCM).

### Bildung
Palamagamba Kabudi besuchte ab 1969 die Grundschule und von 1971 bis 1974 die weiterführende Schule in Tosamaganga, von 1975 bis 1976 jene in Milambo. Ab 1980 studierte er an University of Dar Es Salaam, wo er 1983 den Bachelor of Laws und 1986 den Master erlangte. Seine Studien schloss er 1995 an der Freien Universität Berlin mit dem Doktor der Rechte ab.

### Beruf
Beginnend mit 1978 arbeitete er bis 1983 als Journalist für die Parteizeitung. Ab 1983 war er Tutor und später Assistent an der University of Dar es Salaam, wo er 2006 außerordentlicher Professor wurde. Seit 2017 ist er konstituierendes Mitglied des Parlaments für den Distrikt Kilosa. Von 2017 bis 2019 war er zusätzlich Justizminister, von 2019 bis 2021 Außenminister. In seine Zeit als Außenminister fiel die Unterzeichnung des Vertrags mit chinesischen Firmen zum Neubau der Bahnlinie von Daressalam nach Mwanza.